# Helmut Roscher

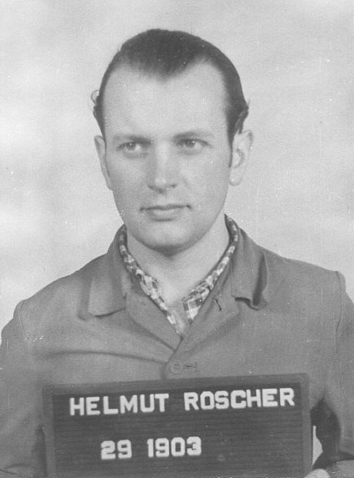
Helmut Roscher im April 1947

Hermann Helmut Roscher (* 24. November 1917 in Döbeln; † 20. August 1992 in Tübingen) war als SS-Oberscharführer zweiter Rapportführer im KZ Buchenwald.
Roscher trat zum 15. Mai 1936 der SS bei (SS-Nummer 287.295), zum 1. Mai 1942 wurde er zum Oberscharführer befördert. Er war vom März 1940 bis Oktober 1942 im KZ Buchenwald eingesetzt. Zunächst war Roscher in Buchenwald als Kommandoführer bis April 1942 tätig, danach als zweiter Rapportführer und Blockführer. 
Nach Kriegsende wurde Roscher im Rahmen der Dachauer Prozesse im Buchenwald-Hauptprozess mit 30 weiteren Beschuldigten angeklagt. Roscher wurde beschuldigt, alliierte Gefangene misshandelt zu haben. Am 14. August 1947 wurde Roscher zum Tode durch den Strang verurteilt. Das Urteil wurde später in lebenslange Haft umgewandelt. Roscher wurde am 4. März 1954 aus dem Kriegsverbrechergefängnis Landsberg entlassen und starb im August 1992 in Tübingen.